# Holeszów (Ukraina)
Holeszów (ukr. Голешів, Hołesziw) – wieś na Ukrainie nad Dniestrem w rejonie stryjskim (do 2020 roku w rejonie żydaczowskim) obwodu lwowskiego; liczy 396 mieszkańców.

## Historia
Za II Rzeczypospolitej do 1934 r. wieś stanowiła samodzielną gminę jednostkową w powiecie żydaczowskim w woj. stanisławowskim. W związku z reformą scaleniową została 1 sierpnia 1934 r. włączona do nowo utworzonej wiejskiej gminy zbiorowej Młyniska w tymże powiecie i województwie. Po wojnie wieś weszła w struktury administracyjne Związku Radzieckiego.
We wsi urodził się Apołłon Nyczaj, ukraiński nauczyciel (pracował m.in. w c. k. gimnazjum w Stanisławowie) oraz działacz społeczny.